# Gazoduc Ourengoï–Pomary–Oujhorod
Le gazoduc Ourengoï–Pomary–Oujhorod ou gazoduc Brotherhood est un gazoduc qui relie Ourengoï, Sibérie, en Russie, à Oujhorod, oblast de Transcarpatie, en Ukraine. Long de 4 500 km, il a été mis en service en 1984[réf. nécessaire].

## Histoire
En décembre 2024, le contrat d'approvisionnement de transit en Ukraine du gaz passant par le gazoduc Brotherhood prend fin et n'est pas renouvelé. Le dernier renouvellement a eu lieu en décembre 2019 pour un contrat couvrant la période 2020-2024. Ce contrat représentait près du tiers des exportations russes de gaz dans l'Union européenne, en approvisionnant notamment la Slovaquie, l'Autriche et dans une moindre mesure la République tchèque, la Hongrie, l’Italie et la Slovénie.
En mars 2025, le gazoduc est utilisé comme vecteur d'infiltration au cours d'une opération spéciale : l'Opération Flux.